# Atlantoraja platana
Atlantoraja platana és una espècie de peix de la família dels raids i de l'ordre dels raïformes.

## Morfologia
- Els mascles poden assolir 80 cm de longitud total.[3][4]

## Reproducció
És ovípar i les femelles ponen càpsules d'ous, les quals presenten com unes banyes a la closca.

## Alimentació
Menja peixos, crustacis i cefalòpodes.

## Hàbitat
És un peix marí, de clima subtropical (20°S-40°S, 60°W-40°W) i demersal que viu entre 19–181 m de fondària.

## Distribució geogràfica
Es troba a l'oceà Atlàntic sud-oriental: el Brasil, l'Uruguai i l'Argentina.

## Observacions
És inofensiu per als humans.